# 否認
否認（ひにん、英: Denial）とは、一般的には申し立てが事実ではないと主張すること。心理学では精神分析家ジークムント・フロイトはこれを防衛機制として挙げ、人がそれを受け入るにはあまりにも不快な事実に直面した際に、圧倒的な証拠が存在するにもかかわらず、それを真実だと認めず拒否することである。
これは以下の形態をとり得る。
- 単純な否認: 不快な事実について、その現実をすべて否認する。
- 最小化（ミニマイゼーション）: 事実については認めるが、その重大性については否認する（否認と合理化の組み合わせ）。
- 投影: 事実と重大性ともに認めるが、責任については他者を責めることで否認する。

キューブラー＝ロスモデル（死に至る段階）においては、否認は第1の段階である。

## 心理学

### 現実を否認
欺瞞を利用することで事実を避けるものである。事実を否認する人は、自分自身や他の人にとって苦痛となりえる事実を避けるために、典型的には嘘を使用する。

### 責任の否認
以下の形を取り得る。
- 非難: 犯罪性を直接的に、他人に転嫁する声明を出す。
- 最小化: その行動による効果・結果について、現実よりも害が少ないと見せる。
- 合理化: 取った選択について、それがその状況においては正しい選択であったと主張する。
- 退行: 当人の年齢についてふさわしくない行動を取る（たとえば泣くなど）[4]

### DARVO
ハラスメントでは、広範な攻撃行動が用いられる。一般には相手を妨害・動揺させるような行動が取られる。
DARVOとは虐待者の共通の戦略を示すアクロニムであり、虐待を否認（Deny）、被害者を攻撃（Attack）、攻撃者と被害者を逆転（Reversing Victim and Offender）することである。これにはガスライティングや被害者攻撃などが含まれる。

## アディクションにおいて
否認の概念は嗜癖（アディクション）の理解において大変重要である。否認は病的防衛機制として、病気利得を得るために（つまり、依存を続ける言い訳として）なされる。
- 「世の中、面白くないことばかりだ」　（世の中のせいで依存し続ける）
- 「私はかわいそうな人なの」 （だから依存し続けても仕方ないの）
- 「人間は誰だって死ぬんだ」（だから依存し続けても同じだ）
- 「使っていれば落ち着くんだ」（だから依存し続けるメリットがある）
- 「法律に違反しているわけではない」（だから依存し続けてもよい）

嗜癖における否認の三段階として、以下が挙げられる。
第一の否認：「自分は大丈夫！」
嗜癖であることを認めない。嗜癖であることを認めると嗜癖行為をこれ以上行えなくなってしまうため、その有害性を過小評価・歪曲し、自らの問題性を否認する。
「少し多めに買い物をしても、返せないほどの借金があるわけではない」、「タバコ吸っていても、自分は今まで癌になっていない」、「あいつはウィスキーだけど、俺はビールだからアル中ではない」「マリファナは害が少ないから、やっても大丈夫」など。
第二の否認：「いつでもやめられるから大丈夫！」
嗜癖は認めるが、セルフコントロール不能であることを認めない。
「自分の意思でいつでもやめられるから大丈夫！」。 周囲の者すら「最近はパチンコに行く回数が減ったから大丈夫」などと否認をすることもある。
第三の否認：「やめさえすれば大丈夫！」
嗜癖とセルフコントロール不能ともに認めるが、嗜癖のもとになった問題の存在を認めない。嗜癖によって嗜癖対象以外にも生じてしまった問題を否認する。周囲との人間関係やコミュニケーション、経済問題やその人の内面などに問題があることを否認する。
「酒さえやめれば、元通りいくらでも働ける」、「クスリをやめさえすれば、俺も家族も問題はない」など。また「パチンコさえしなければ、申し分なくいい人なのに」と周囲者が「第三の否認」をすることもある。

### 治療において
12ステップのプログラムにおいて否認の概念は、第1、第4、第5、第8、第10ステップの基礎をなしており、そこでは否認を放棄・逆転することがうたわれている。否認や最小化の能力は、その当人がその問題行動を継続することを可能にするものである（イネーブリング）。それが残っていることは、嗜癖治療が効果を示さない理由の一つに挙げられる。

## さらに読む
- Sharot, T.; Korn, C. W.; Dolan, R. J. (2011). “How unrealistic optimism is maintained in the face of reality”. Nature Neuroscience 14 (11):  1475–9. doi:10.1038/nn.2949. PMC 3204264. PMID 21983684.
- Izuma, K.; Adolphs, R. (2011). “The brain's rose-colored glasses”. Nature Neuroscience 14 (11):  1355–6. doi:10.1038/nn.2960. PMID 22030541.
- Travis, A. C.; Pawa, S.; LeBlanc, J. K.; Rogers, A. I. (2011). “Denial: What is it, how do we recognize it, and what should we do about it?”. The American Journal of Gastroenterology 106 (6):  1028–30. doi:10.1038/ajg.2010.466. PMID 21637266.
- Vos, M. S.; de Haes, H. J. C. M. (2011). “Denial indeed is a process”. Lung Cancer 72 (1):  138. doi:10.1016/j.lungcan.2011.01.026. PMID 21377573.